# Ming van Eijken
Ming van Eijken (Hong Kong, 3 de abril de 2008) es una deportista francesa que compite en gimnasia artística. Ganó tres medallas de bronce en el Campeonato Europeo de Gimnasia Artística, en los años 2024 y 2025.

## Palmarés internacional
| Campeonato Europeo | Campeonato Europeo | Campeonato Europeo | Campeonato Europeo   |
| Año                | Lugar              | Medalla            | Prueba               |
| ------------------ | ------------------ | ------------------ | -------------------- |
| 2024               | Rímini (Italia)    | Medalla de bronce  | Salto de potro       |
| 2024               | Rímini (Italia)    | Medalla de bronce  | Concurso por equipos |
| 2025               | Leipzig (Alemania) | Medalla de bronce  | Concurso por equipos |